# Црни дани
„Црни дани” је југословенска телевизијска серија снимљена 1977. године у продукцији Телевизије Београд.

## Улоге
| Глумац                   | Улога                          |
| ------------------------ | ------------------------------ |
| Стојан Столе Аранђеловић |                                |
| Иван Бекјарев            |                                |
| Петар Божовић            | Краљ Александар I Карађорђевић |
| Мирко Буловић            |                                |
| Бранко Цвејић            |                                |
| Петар Краљ               |                                |
| Зоран Милосављевић       |                                |
| Светолик Никачевић       |                                |
| Олга Познатов            |                                |
| Зоран Радмиловић         | Милорад Драшковић              |
| Миодраг Радовановић      |                                |
| Горан Султановић         |                                |
| Јосиф Татић              |                                |
| Бора Тодоровић           |                                |
| Власта Велисављевић      |                                |
| Младен Млађа Веселиновић |                                |
| Михајло Викторовић       |                                |
| Милош Жутић              |                                |

Комплетна ТВ екипа  ▼
| Редитељ              | Сава Мрмак              |
| Сценариста           | Миленко Вучетић         |
| Композитор           | Варткес Баронијан       |
| Директор фотографије | Александар Радосављевић |
| Mонтажер             | Петар Путниковић        |
| Сценограф            | Слободан Рундо          |
| Костимограф          | Дивна Јовановић         |